# Nanopartícules magnètiques

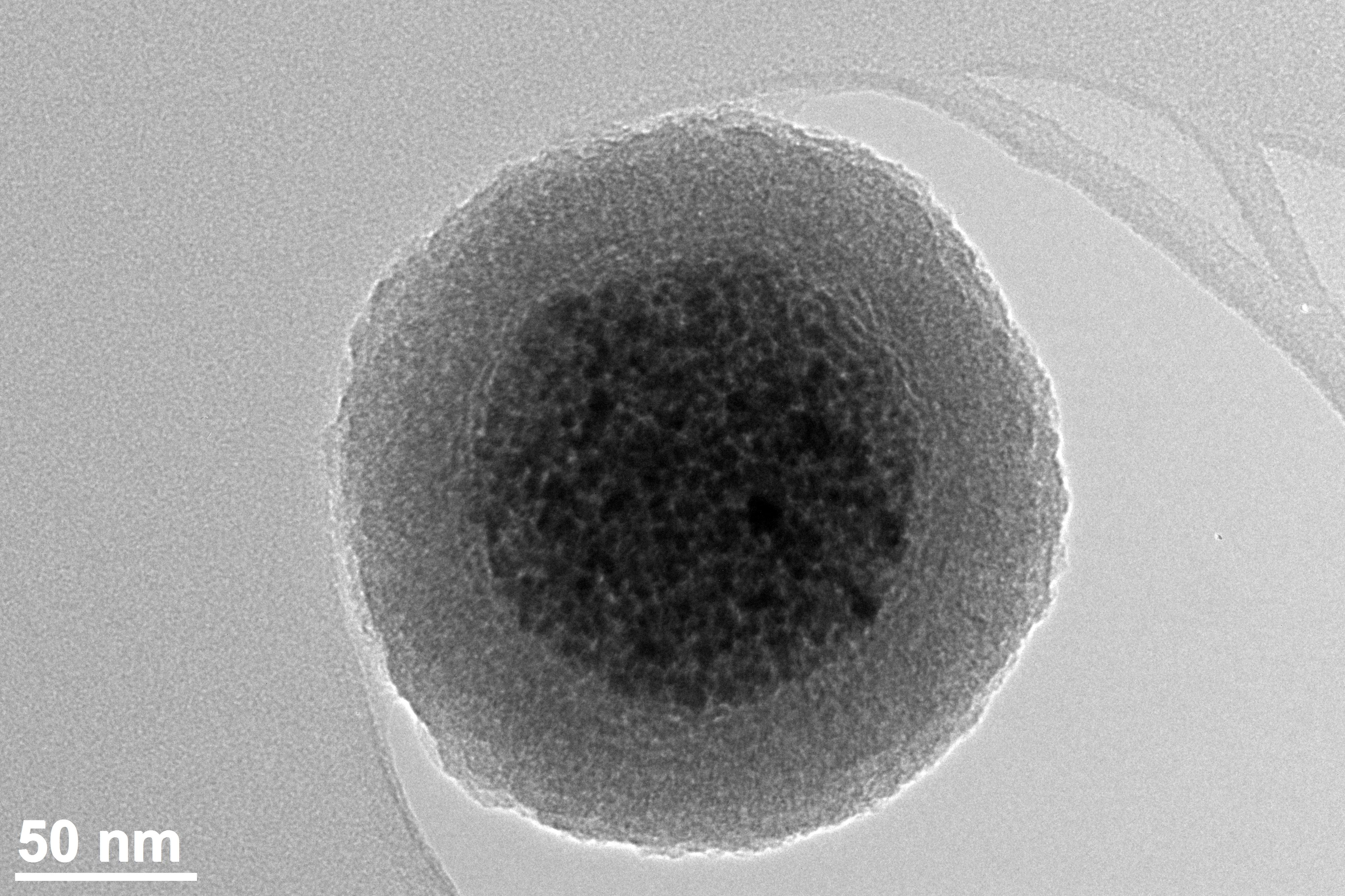
Imatge TEM d'un cúmul de nanopartícules magnètiques de maghemita amb closca de sílice.

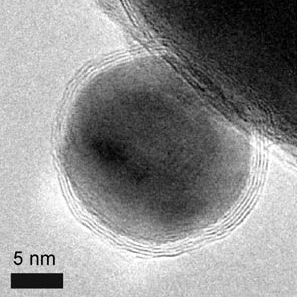
Nanopartícula de cobalt amb closca de grafè (nota: les capes individuals de grafè són visibles)

Les nanopartícules magnètiques són una classe de nanopartícules que es poden manipular mitjançant camps magnètics. Aquestes partícules solen consistir en dos components, un material magnètic, sovint ferro, níquel i cobalt, i un component químic que té funcionalitat. Tot i que les nanopartícules tenen un diàmetre inferior a 1 micròmetre (normalment entre 1 i 100 nanòmetres), les microperles més grans tenen un diàmetre de 0,5 a 500 micròmetres. Els cúmuls de nanopartícules magnètiques que es componen d'una sèrie de nanopartícules magnètiques individuals es coneixen com a nanoperles magnètiques amb un diàmetre de 50 a 200 nanòmetres. Els cúmuls de nanopartícules magnètiques són una base per al seu posterior muntatge magnètic en nanocadenes magnètiques. Les nanopartícules magnètiques han estat el focus de moltes investigacions recentment perquè posseeixen propietats atractives que podrien veure's un ús potencial en catàlisi, inclosos catalitzadors basats en nanomaterials, biomedicina i orientació específica de teixits, cristalls fotònics col·loïdals ajustables magnèticament, microfluídica, imatges de ressonància magnètica, imatges de partícules magnètiques, emmagatzematge de dades, reparació ambiental, nanofluids, filtres òptics, sensor de defecte, refredament magnètic i sensors de cations.
Les propietats físiques i químiques de les nanopartícules magnètiques depenen en gran manera del mètode de síntesi i de l'estructura química. En la majoria dels casos, les partícules oscil·len entre 1 i 100 nm de mida i pot mostrar superparamagnetisme.